# Bruno Streckenbach
Bruno Streckenbach (Hamburg, 7 februari 1902 - aldaar, 28 oktober 1977) was hoofd van het eerste departement (Amt I) van het RSHA en hield de rang van SS-Gruppenführer (generaal-majoor) en Generalleutnant in de Waffen-SS. Hij was ook generaal in de politie.
Streckenbach diende in de laatste jaren van de Eerste Wereldoorlog in het Duitse leger en werd na de Vrede van Versailles een lid van de Vrijkorpsen. In 1933 werd hij verkozen om de Gestapo in Hamburg te leiden. In 1939 werd hij naar Polen gestuurd om de professoren van de Universiteit van Krakau te arresteren. Nadat hij zijn taak in Polen had volbracht, werd hij teruggeroepen naar Berlijn voor een ambtelijke baan.
Zonder aankondiging kreeg Streckenbach een geheime uitnodiging om bij Pretzsch aan de Elbe uitverkoren medewerkers van de SD, de Gestapo en de politie te ontmoeten. Hij moest ze trainen voor de komende invasie van Rusland. Ze kregen de speciale taak om (Bolsjewieken, zigeuners, partizanen en Joden) uit te schakelen of te executeren. Verder waren ze belast met de informatievoorziening over voorraden, spionageactiviteiten en Russisch materieel. Streckenbach was al vroeg in de oorlog van mening dat vooral de Joden moesten worden vernietigd.
In 1952 werd Streckenbach in een Russische gevangenis tot 25 jaar veroordeeld. In 1955 werd hij echter al vrijgelaten. Pogingen van de West-Duitse regering om hem alsnog terecht te stellen liepen op niets uit, omdat hij een slechte gezondheid had, naar verluidt.
Hij overleed in Hamburg, op 28 oktober 1977.

## Waffen-SS
In september 1942 werd Streckenbach, op verzoek, overgeplaatst van de Allgemeine-SS naar de Waffen-SS en kreeg direct de rang van SS-Obersturmführer (eerste luitenant). In maart 1943 werd hij ingedeeld bij de SS-Kavallerie-Division en kreeg de rang van SS-Hauptsturmführer (kapitein). In april 1943 had hij het bevel over het antitankbataljon van de divisie en werd al snel opgemerkt vanwege zijn kwaliteiten als leider. Hij werd in korte tijd bevorderd tot SS-Sturmbannführer (majoor), SS-Obersturmbannführer (luitenant-kolonel) en SS-Standartenführer (kolonel). In de herfst van 1944 verving hij Hermann Fegelein als commandant van de divisie (toen al hernoemd naar 8. SS-Kavallerie-Division Florian Geyer) en op 30 januari 1944 volgde zijn bevordering tot SS-Oberführer.
Op 13 april 1944 kreeg hij het bevel over de 19. Waffen-Grenadier-Division der SS, ter vervanging van Friedrich-Wilhelm Bock die het tijdelijke bevel had gekregen na de dood van Hinrich Schuldt. Streckenbach zou deze post behouden tot het einde van de oorlog. Dankzij de gevechten aan het Oostfront klom hij op naar de rang van SS-Gruppenführer en Generalleutnant in de Waffen-SS.

## Familie[4]
Streckenbach was getrouwd met Klara Luise (geboortenaam Wulff), op 11 juli 1926 scheidde hij van haar. Hij hertrouwde op 20 oktober 1927 met Helene Karoline Amanda Steinhard. Op 15 juli 1937 trouwde Streckenbach met Franziska Konradine Dorre Hartjen (geboren 26 november 1903 te Hamburg), het echtpaar kreeg twee kinderen (1 dochter en 1 zoon).

## Carrière
Streckenbach bekleedde verschillende rangen in zowel de Allgemeine-SS als Waffen-SS. De volgende tabel laat zien dat de bevorderingen niet synchroon liepen.
| Datum                                             | Deutsche Heer | Vrijkorpsen | Reichswehr | Sturmabteilung | Allgemeine-SS          | Waffen-SS                                           | Polizei                     | Regierung          | Heer                                             |
| ------------------------------------------------- | ------------- | ----------- | ---------- | -------------- | ---------------------- | --------------------------------------------------- | --------------------------- | ------------------ | ------------------------------------------------ |
| April 1918                                        | Schütze       | —           | —          | —              | —                      | —                                                   | —                           | —                  | —                                                |
| Februari 1919                                     | —             | Schütze     | —          | —              | —                      | —                                                   | —                           | —                  | —                                                |
| 1919                                              | —             | —           | Gefreiter  | —              | —                      | —                                                   | —                           | —                  | —                                                |
| 1 december 1930                                   | —             | —           | —          | SA-Mann        | —                      | —                                                   | —                           | —                  | —                                                |
| 1 september 1931                                  | —             | —           | —          | —              | SS-Mann                | —                                                   | —                           | —                  | —                                                |
| 25 september 1931                                 | —             | —           | —          | —              | SS-Truppführer         | —                                                   | —                           | —                  | —                                                |
| 24 december 1931                                  | —             | —           | —          | —              | SS-Sturmführer         | —                                                   | —                           | —                  | —                                                |
| 12 juni 1933                                      | —             | —           | —          | —              | SS-Sturmhauptführer    | —                                                   | —                           | —                  | —                                                |
| 2 september 1933                                  | —             | —           | —          | —              | SS-Sturmbannführer     | —                                                   | —                           | —                  | —                                                |
| 5 oktober 1933                                    | —             | —           | —          | —              | —                      | —                                                   | —                           | Regierungsrat      | —                                                |
| 9 november 1933                                   | —             | —           | —          | —              | SS-Obersturmbannführer | —                                                   | —                           | —                  | —                                                |
| 3 maart 1934                                      | —             | —           | —          | —              | —                      | —                                                   | —                           | Oberregierungsrat  | —                                                |
| 20 april 1934                                     | —             | —           | —          | —              | SS-Standartenführer    | —                                                   | —                           | —                  | —                                                |
| 1935                                              | —             | —           | —          | —              | —                      | —                                                   | —                           | —                  | Feldwebel der Reserve en Reserveoffizieranwärter |
| 13 september 1936                                 | —             | —           | —          | —              | SS-Oberführer          | —                                                   | —                           | —                  | —                                                |
| 5 april 1938 (met ingang van 1 februari 1938)     | —             | —           | —          | —              | —                      | —                                                   | —                           | Regierungsdirektor | —                                                |
| 20 april 1939                                     | —             | —           | —          | —              | SS-Brigadeführer       | —                                                   | —                           | —                  | —                                                |
| 1 januari 1941                                    | —             | —           | —          | —              | —                      | —                                                   | Generalmajor der Polizei    | —                  | —                                                |
| 9 november 1941                                   | —             | —           | —          | —              | SS-Gruppenführer       | —                                                   | Generalleutnant der Polizei | —                  | —                                                |
| 18 januari 1943 (met Patent van 1 september 1940) | —             | —           | —          | —              | —                      | SS-Untersturmführer der Reserve (W-SS)              | —                           | —                  | —                                                |
| 1 maart 1943 (met ingang van 17 januari 1943)     | —             | —           | —          | —              | —                      | SS-Obersturmführer der Reserve (W-SS)               | —                           | —                  | —                                                |
| 10 maart 1943                                     | —             | —           | —          | —              | —                      | SS-Hauptsturmführer der Reserve (W-SS)              | —                           | —                  | —                                                |
| 11 maart 1943                                     | —             | —           | —          | —              | —                      | SS-Sturmbannführer der Reserve (W-SS)               | —                           | —                  | —                                                |
| 1 juli 1943                                       | —             | —           | —          | —              | —                      | SS-Obersturmbannführer der Reserve (W-SS)           | —                           | —                  | —                                                |
| 28 augustus 1943                                  | —             | —           | —          | —              | —                      | SS-Standartenführer der Reserve (W-SS)              | —                           | —                  | —                                                |
| 30 januari 1944                                   | —             | —           | —          | —              | —                      | SS-Oberführer der Reserve (W-SS)                    | —                           | —                  | —                                                |
| 1 juli 1944                                       | —             | —           | —          | —              | —                      | SS-Brigadeführer en Generalmajor in de Waffen-SS    | —                           | —                  | —                                                |
| 9 november 1944                                   | —             | —           | —          | —              | —                      | SS-Gruppenführer en Generalleutnant in de Waffen-SS | —                           | —                  | —                                                |

## Lidmaatschapsnummers
- NSDAP-nr.: 489 972 (lid geworden 1 oktober 1930[4][11] - 1 september 1930[5])
- SS-nr.: 14 713 (lid geworden 1 september 1931[3])

## Decoraties
Selectie:
- Ridderkruis van het IJzeren Kruis op 27 augustus 1944 als SS-Brigadeführer en Generalmajor en Waffen-SS en Polizei & Kdr. der Kampfgruppe 19.Waffen-Grenadier-Division der SS (lett. Nr. 2)/VI.SS-Freiwilligen-Armee-Korps/18e Leger/Heeresgruppe Nord, Oostfront[18][19][4][10][16]
- Ridderkruis van het IJzeren Kruis met Eikenloof (nr.701) op 16 januari 1945 als SS-Gruppenführer en Generalleutnant der Waffen-SS en Polizei & Kdr. 19.Waffen-Gren.Div.d.SS (lett. Nr. 2).VI.SS-Freiw.A.K., Oostfront[10]
(direct gepresenteerd door Hitler[18][19])[4][16]
- Duits Kruis in goud op 15 december 1943[19][4][17][16]
- Gouden Ereteken van de NSDAP op 30 januari 1939[18][19][4][20][16]
- Nahkampfspange in brons op 30 oktober 1943[19][4][20][16]
- Tapferkeits- und Verdienstauszeichnung für Angehörige der Ostvölker, 1e Klasse in zilver[4] met Zwaarden op 6 september 1943[20][4][16]
- Hij werd driemaal genoemd in het Wehrmachtsbericht. Dat gebeurde op:
- 9 augustus 1944[4][21]
- 30 september 1944[19][4][22][20]
- 27 december 1944[4][23]